# Meilleur des mondes possibles
Pour les articles homonymes, voir Mondes possibles (homonymie).

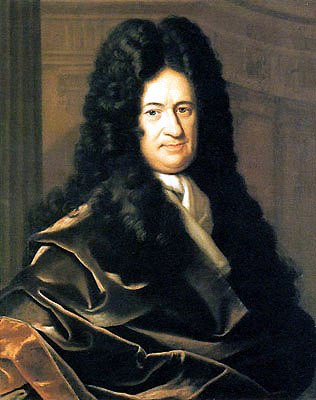
Gottfried Wilhelm Leibniz, auteur de la formulation « meilleur des mondes possibles » dans ses Essais de Théodicée parus en 1710.

Le « meilleur des mondes possibles » (allemand : Die beste aller möglichen Welten) est une formule du philosophe et mathématicien allemand Gottfried Wilhelm Leibniz tirée de son ouvrage Essais de Théodicée publié en 1710. L'affirmation que le monde réel est le meilleur de tous les mondes possibles est l'argument central de la théodicée de Leibniz, ou sa tentative de résoudre le problème du mal.

## Problème du mal
Parmi ses nombreux intérêts et préoccupations philosophiques, Leibniz s'est attaché à cette question de la théodicée : Si Dieu est omnibénévolent, omnipotent et omniscient, comment pouvons-nous rendre compte de la souffrance et de l'injustice qui existent dans le monde ? Historiquement, les tentatives de réponse à la question ont été réalisées en utilisant divers arguments, par exemple en excluant le mal ou en le conciliant avec le bien.

## Libre arbitre contre déterminisme
Pour Leibniz, une préoccupation centrale supplémentaire est la question de la conciliation de la liberté humaine (en fait, la propre liberté de Dieu) avec le déterminisme inhérent à sa propre théorie de l'univers. La solution de Leibniz présente Dieu comme une sorte d'« optimiseur » de la collection de toutes les possibilités originales : Puisqu'il est bon et tout-puissant et puisqu'il a choisi ce monde parmi toutes les possibilités, ce monde doit être bon, en fait, ce monde est le meilleur de tous les mondes possibles.
D'une part, cette conception peut nous aider à rationaliser une partie de ce que nous vivons : Imaginons que tout le monde est fait de bien et de mal. Le meilleur des mondes possibles aurait le plus de bien et le moins de mal. Le courage est préférable au manque de courage. On peut alors observer que sans mal pour nous remettre en question, il ne peut y avoir aucun courage. Puisque le mal fait ressortir les meilleurs aspects de l'humanité, le mal est considéré comme nécessaire. Ainsi, en créant ce monde Dieu a créé quelque mal en vue de faire le meilleur de tous les mondes possibles. D'autre part, la théorie explique le mal non pas en le niant ni même en le rationalisant mais simplement en déclarant qu'il fait partie de la combinaison optimale des éléments qui composent le meilleur choix divin possible. Leibniz ne prétend donc pas que le monde est dans l'ensemble très bon, mais qu'en raison des interconnexions nécessaires des biens et des maux, Dieu, bien qu'omnipotent, ne pouvait pas l'améliorer d'une manière sans le rendre pire d'une autre manière.
Giovanni Gentile, dans son ouvrage La teoria generale dello spirito come atto puro (titre français L'Esprit, acte pur) affirme que si Dieu a tout créé pour être en conformité avec la condition la plus favorable possible, ce serait supposer que toute la réalité est pré-réalisée et déterminée dans l'esprit de Dieu. Par conséquent, l'apparent libre arbitre affiché tant par Dieu que par sa nécessité d'être lié par ce qui est le plus de bien et l'humanité dans ses limites dérivées de Dieu pour être en ligne avec le plus grand bien, ne sont pas du tout des libres arbitres mais bien totalement déterminés. Tous deux sont ainsi finalement relégués aux processus naturalistes aveugles qui emprisonnent à la fois Dieu et l'humanité en la nécessité, les privant ainsi d'un véritable libre arbitre créateur.

## Critique
Les détracteurs de Leibniz, tels que Voltaire, soutiennent que le monde contient une quantité de souffrance trop grande pour justifier l'optimisme. Alors que Leibniz fait valoir que la souffrance est bonne car elle inspire la volonté humaine, les critiques font valoir que le degré de souffrance est trop important pour justifier la croyance que Dieu a créé le « meilleur des mondes possibles ». Leibniz aborde également cette préoccupation en considérant ce que Dieu désire qu'il se produise (sa volonté antécédente) et ce que Dieu permet de se produire (sa volonté conséquente). D'autres, tel que le philosophe chrétien Alvin Plantinga, ont critiqué la théodicée de Leibniz en faisant valoir qu'il n'existe probablement pas de chose telle que le meilleur de tous les mondes possibles, puisque l'on peut toujours concevoir un monde meilleur, comme un monde avec plus d'une personne moralement juste.
La Théodicée est considérée comme illogique par le philosophe Bertrand Russell. Celui-ci soutient que le mal moral et physique doit résulter du mal métaphysique (de l'imperfection). Mais l'imperfection est simple finitude ou limitation ; si l'existence est bonne, comme le soutient Leibniz, alors la simple existence du mal exige que le mal soit aussi bon. Par ailleurs, la théorie chrétienne libertarienne définit le péché non pas comme nécessaire mais comme contingent, résultat du libre arbitre. Du point de vue de Russell, Leibniz a échoué à montrer logiquement que la nécessité métaphysique (de la volonté divine) et le libre arbitre humain ne sont pas incompatibles ou contradictoires.
Le mathématicien allemand Paul du Bois-Reymond, dans son ouvrage Pensées leibnitziennes dans la science moderne, écrit que Leibniz pensait Dieu comme un mathématicien :

« Comme chacun sait, la théorie du maxima et minima des fonctions mathématiques  lui doit les plus grands progrès grâce à la découverte de la méthode des tangentes. Eh bien, il conçoit Dieu dans la création du monde comme un mathématicien qui résout un problème minimum, ou plutôt, dans notre langage moderne, un problème dans le calcul des variations, la question étant de déterminer, parmi un nombre infini de mondes possibles, celui pour lequel la somme de mal nécessaire est un minimum. »

La déclaration selon laquelle « nous vivons dans le meilleur des mondes possibles » a attiré le mépris, et plus particulièrement celui de Voltaire qui la brocarde dans son conte philosophique Candide  en la faisant répéter comme un mantra par le personnage du Dr. Pangloss (parodie de Leibniz et Maupertuis). De là, l'adjectif « panglossien »  décrit une personne qui croit que le monde autour de nous est le meilleur possible.

## Source de la traduction
- (en) Cet article est partiellement ou en totalité issu de l’article de Wikipédia en anglais intitulé « Best of all possible worlds » (voir la liste des auteurs).